# NGC 6320
NGC 6320 је спирална галаксија у сазвежђу Херкул која се налази на NGC листи објеката дубоког неба.
Деклинација објекта је + 40° 16' 2" а ректасцензија 17h 12m 55,6s. Привидна величина (магнитуда) објекта NGC 6320 износи 13,9 а фотографска магнитуда 14,7. NGC 6320 је још познат и под ознакама UGC 10761, MCG 7-35-44, CGCG 225-67, PGC 59852.